# استیو استانتون
استیو استانتون (انگلیسی: Steve Staunton؛ زادهٔ ۱۹ ژانویهٔ ۱۹۶۹) یک بازیکن سابق و مربی کنونی فوتبال اهل ایرلند است.
از باشگاه‌هایی که در آن بازی کرده‌است می‌توان به لیورپول، استون ویلا، و کریستال پالاس اشاره کرد.
وی همچنین سابقه‌ی بازی برای تیم ملی فوتبال ایرلند را دراد و در جام‌های جهانی فوتبال ۱۹۹۰، ۱۹۹۴ و ۲۰۰۲ برای این تیم به میدان رفته است.